# Alex Freeman
Alexander Michael Freeman (Baltimora, 9 agosto 2004) è un calciatore statunitense, difensore dell'Orlando City e della nazionale statunitense.

## Biografia
È figlio dell'ex giocatore di football americano Antonio Freeman.

## Carriera

### Club
Ha iniziato a giocare a calcio nella Weston FC Academy per poi entrare a far parte del settore giovanile dell'Orlando City nel 2020. Il 15 febbraio 2022 ha firmato il suo primo contratto professionistico venendo assegnato alla formazione riserve; il 26 marzo seguente ha debuttato nell'incontro di MLS Next Pro vinto 2-0 contro il Chicago Fire II ed il 1º aprile 2023 ha segnato il suo primo gol nella partita vinta 2-1 contro l'Huntsville City.
Il 29 aprile 2023 ha esordito in prima squadra nei minuti finali dell'incontro di MLS vinto 2-0 contro il LA Galaxy e nel 2025 è stato promsoso stabilmente nella formazione principale. Il 2 marzo 2025 ha segnato il suo primo gol in massima divisione, contro il Toronto FC.

### Nazionale
Ha giocato con le nazionali giovanili statunitensi Under-17, Under-19 ed Under-23.
Il 5 giugno 2025 è stato selezionato dal CT della nazionale maggiore Mauricio Pochettino per disputare la Gold Cup 2025. Pochi giorni dopo ha debuttato contro la Turchia in un'amichevole persa 2-1.

## Statistiche

### Presenze e reti nei club
Statistiche aggiornate al 23 luglio 2025.
| Stagione        | Squadra         | Campionato      | Campionato | Campionato | Coppe nazionali | Coppe nazionali | Coppe nazionali | Coppe continentali | Coppe continentali | Coppe continentali | Altre coppe | Altre coppe | Altre coppe | Totale | Totale | Totale |
| Stagione        | Squadra         | Comp            | Pres       | Reti       | Comp            | Pres            | Reti            | Comp               | Pres               | Reti               | Comp        | Pres        | Reti        | Pres   | Reti   |        |
| --------------- | --------------- | --------------- | ---------- | ---------- | --------------- | --------------- | --------------- | ------------------ | ------------------ | ------------------ | ----------- | ----------- | ----------- | ------ | ------ | ------ |
| 2022            | Orlando City B  | MNP             | 19         | 0          | -               | -               | -               | -                  | -                  | -                  | -           | -           | -           | 19     | 0      |        |
| 2023            | Orlando City B  | MNP             | 25         | 4          | -               | -               | -               | -                  | -                  | -                  | -           | -           | -           | 25     | 4      |        |
| 2024            | Orlando City B  | MNP             | 27         | 8          | -               | -               | -               | -                  | -                  | -                  | -           | -           | -           | 27     | 8      |        |
| 2023            | Orlando City    | MLS             | 1          | 0          | USOC            | 0               | 0               | -                  | -                  | -                  | LC          | 0           | 0           | 1      | 0      |        |
| 2024            | Orlando City    | MLS             | 2          | 0          | USOC            | 0               | 0               | -                  | -                  | -                  | LC          | 1           | 0           | 3      | 0      |        |
| 2025            | Orlando City    | MLS             | 20         | 4          | USOC            | 2               | 0               | -                  | -                  | -                  | LC          | 0           | 0           | 22     | 4      |        |
| Totale carriera | Totale carriera | Totale carriera | 94         | 16         |                 | 2               | 0               |                    | -                  | -                  |             | 1           | 0           | 97     | 16     |        |

### Cronologia presenze e reti in nazionale
| Cronologia completa delle presenze e delle reti in nazionale ― Stati Uniti | Cronologia completa delle presenze e delle reti in nazionale ― Stati Uniti | Cronologia completa delle presenze e delle reti in nazionale ― Stati Uniti | Cronologia completa delle presenze e delle reti in nazionale ― Stati Uniti | Cronologia completa delle presenze e delle reti in nazionale ― Stati Uniti | Cronologia completa delle presenze e delle reti in nazionale ― Stati Uniti | Cronologia completa delle presenze e delle reti in nazionale ― Stati Uniti | Cronologia completa delle presenze e delle reti in nazionale ― Stati Uniti |
| Data                                                                       | Città                                                                      | In casa                                                                    | Risultato                                                                  | Ospiti                                                                     | Competizione                                                               | Reti                                                                       | Note                                                                       |
| -------------------------------------------------------------------------- | -------------------------------------------------------------------------- | -------------------------------------------------------------------------- | -------------------------------------------------------------------------- | -------------------------------------------------------------------------- | -------------------------------------------------------------------------- | -------------------------------------------------------------------------- | -------------------------------------------------------------------------- |
| 7-6-2025                                                                   | East Hartford                                                              | Stati Uniti                                                                | 1 – 2                                                                      | Turchia                                                                    | Amichevole                                                                 | -                                                                          |                                                                            |
| 15-6-2025                                                                  | San Jose                                                                   | Stati Uniti                                                                | 5 – 0                                                                      | Trinidad e Tobago                                                          | Gold Cup 2025 - 1º turno                                                   | -                                                                          |                                                                            |
| 19-6-2025                                                                  | Austin                                                                     | Arabia Saudita                                                             | 0 – 1                                                                      | Stati Uniti                                                                | Gold Cup 2025 - 1º turno                                                   | -                                                                          | 88’                                                                        |
| 22-6-2025                                                                  | Arlington                                                                  | Stati Uniti                                                                | 2 – 1                                                                      | Haiti                                                                      | Gold Cup 2025 - 1° turno                                                   | -                                                                          |                                                                            |
| 29-6-2025                                                                  | Minneapolis                                                                | Stati Uniti                                                                | 2 – 2 (4 – 3 dtr)                                                          | Costa Rica                                                                 | Gold Cup 2025 - Quarti di finale                                           | -                                                                          |                                                                            |
| 2-7-2025                                                                   | St. Louis                                                                  | Stati Uniti                                                                | 2 – 1                                                                      | Guatemala                                                                  | Gold Cup 2025 - Semifinale                                                 | -                                                                          |                                                                            |
| 6-7-2025                                                                   | Houston                                                                    | Stati Uniti                                                                | 1 – 2                                                                      | Messico                                                                    | Gold Cup 2025 - Finale                                                     | -                                                                          |                                                                            |
| Totale                                                                     |                                                                            | Presenze                                                                   | 7                                                                          |                                                                            | Reti                                                                       | 0                                                                          |                                                                            |